# Почётные граждане Херсона
Почётные граждане Херсона — звание, которое присваивается решением сессии Херсонского городского совета для граждан, имеющих особые заслуги перед Херсоном.

## История
Звание «Почётный гражданин города Херсона» утверждено решением Херсонского городского совета депутатов трудящихся от 31 октября 1967 № 48 вместе с Положением о порядке присвоения звания.
Первыми были удостоены этого почётного звания Лысогоров С. Д., профессор, доктор сельскохозяйственных наук, Шенгелия Г. Д., Герой Советского Союза, участник боёв за Херсон с немецкими войсками в марте 1944 г., Калабухов И. С., начальник механических мастерских морского порта.
На основании изменений, произошедших в общественно-политической жизни страны, ходатайств ряда трудовых коллективов и общественных организаций города городским советом решением от 27.09.1994 № 16 были внесены изменения и дополнения в Положение «О порядке присвоения звания „Почётный гражданин Херсона“».

## Почётные граждане
| №  | Фамилия, имя, отчество             | Кратко о личности | Награждён за | Дата присвоения  |
| -- | ---------------------------------- | --- | --- | ---------------- |
| 1  | Лысогоров, Сергей Дмитриевич       | Доктор сельскохозяйственных наук, профессор, «Заслуженный работник высшей школы СССР», автор 175 печатных изданий | За активное участие в борьбе против немецко-фашистских захватчиков и многолетний самоотверженный труд в развитии отечественной науки | 31 октября 1967  |
| 2  | Шенгелия, Георгий Давидович        | Герой Советского Союза, участник боёв за Херсон с немецкими войсками в марте 1944 года | За героический подвиг, проявленный в боях за освобождение г. Херсона от немецко-фашистских захватчиков в годы Великой Отечественной войны, большую работу по военно-патриотическому воспитанию молодёжи | 31 октября 1967  |
| 3  | Калабухов, Иван Савельевич         | Организатор производства, рационализатор, начальник механических мастерских Херсонского морского порта | За активное участие в борьбе против немецко-фашистских захватчиков в годы Великой Отечественной войны, многолетний самоотверженный труд по восстановлению и развитию г. Херсона, активную общественную деятельность                                                                                         | 31 октября 1967  |
| 4  | Титенко, Мария Илларионовна        | «Заслуженный врач УССР», «Отличник здравоохранения», депутат Верховного Совета СССР двух созывов | За активное участие в борьбе против немецко-фашистских захватчиков в годы Великой Отечественной войны, многолетний самоотверженный труд, активную общественную жизнь | 27 марта 1968    |
| 5  | Маргелов, Василий Филиппович       | Генерал армии, кандидат военных наук, Герой Советского Союза, лауреат Государственной премии СССР | За заслуги при освобождении г. Херсона от немецко-фашистских захватчиков | 27 декабря 1968  |
| 6  | Матвеев, Александр Константинович  | Токарь, награждён орденом «Знак Почёта», «Заслуженный работник транспорта УССР» | За многолетний самоотверженный труд по восстановлению и развитию г. Херсона и активной общественной деятельности | 22 октября 1970  |
| 7  | Жолобов, Виталий Михайлович        | Лётчик-космонавт СССР, Герой Советского Союза | За мужество и героизм, проявленные во время совершения длительного полёта на орбитально-научной станции «Салют-5» и транспортном космическом корабле «Союз-21», за отличное выполнение задач, являющихся новым шагом в освоении космоса во имя счастья и мира на земле                                      | 16 декабря 1976  |
| 8  | Волынов, Борис Валентинович        | Дважды Герой Советского Союза, лётчик-космонавт СССР | За мужество и героизм, проявленные во время совершения длительного полёта на орбитально-научной станции «Салют-5» и транспортном космическом корабле «Союз-21», за отличное выполнение задач, являющихся новым шагом в освоении космоса во имя счастья и мира на земле                                      | 16 декабря 1976  |
| 9  | Дашко, Николай Григорьевич         | Бригадир комплексного бригады комбината «Херсонстрой», педагог, Герой Социалистического Труда, депутат Верховного Совета СССР трёх созывов | | 23 сентября 1986 |
| 10 | Фёдоров, Алексей Фёдорович         | Организатор партизанского движения на территории Украины во времена Второй мировой войны, дважды Герой Советского Союза, первый секретарь обкома компартии Херсонской области (1944—1949) | | 2 июня 1988      |
| 11 | Заботин, Всеволод Фёдорович        | Директор Херсонского судостроительного завода, Герой Социалистического Труда, лауреат Ленинской и Государственной премий | | 2 июня 1988      |
| 12 | Мирошниченко, Виктор Иванович      | Генеральный директор ЗАО «Красень», кавалер двух орденов Трудового Красного Знамени, Лауреат рейтинга «Золотая Фортуна» | | 27 сентября 1994 |
| 13 | Проценко, Дина Иосифовна           | Председатель исполкома Херсонского областного совета (1969—1978), председатель Государственного комитета УССР по охране природы (1978—1988), депутат Верховного Совета УССР четырёх созывов, кавалер орденов «Знак Почёта», Трудового Красного Знамени, Орден Октябрьской Революции Октябрьской Революции, Орден Дружбы народов Дружбы народов, Княгини Ольги III и II степеней                    | | 27 сентября 1994 |
| 14 | Сандик, Борис Мотлеевич            | Генеральный директор проектно-строительной фирмы «Херсонстрой», кавалер орденов «Знак Почёта» и Трудового Красного Знамени | | 27 сентября 1994 |
| 15 | Пластун, Николай Васильевич        | Директор предприятия «Херсонгорсвет», кавалер ордена «Знак Почёта» | | 9 июля 1996      |
| 16 | Клименко, Зоя Сергеевна            | Заслуженный врач Украины, кандидат медицинских наук, имеет 12 печатных работ, кавалер орденов «Знак Почёта» и Трудового Красного Знамени | | 9 июля 1996      |
| 17 | Ковалёв, Виктор Павлович           | Декан филологического факультета Херсонского педагогического института, Заслуженный работник высшей школы Украины, кавалер орденов Красного Знамени, Красной Звезды, Отечественной войны I степени и II степеней | | 9 июля 1996      |
| 18 | Добрыкин, Илья Семёнович           | Директор Херсонской областной филармонии, кавалер ордена «Знак Почёта», Заслуженный работник культуры Украины | | 18 декабря 1997  |
| 19 | Горностаев, Евгений Викентьевич    | Краевед, автор краеведческих работ, публикаций в местной печати статей из истории Херсона | | 12 июня 1998     |
| 20 | Латинина, Лариса Семёновна         | Девятикратная чемпионка Олимпийских Игр, заслуженный мастер спорта СССР | | 27 апреля 2000   |
| 21 | Карабелеш, Евгений Евгеньевич      | Главный врач клинической больницы Суворовского района Херсона, «Отличник здравоохранения Украины», кавалер орденов Знак Почёта, Трудового Красного Знамени, награждён Почётной грамотой Кабинета Министров Украины | | 5 сентября 2003  |
| 22 | Уманский, Николай Игнатьевич       | Начальник Херсонского облжилуправления, председатель Херсонского городского совета ветеранов, кавалер орденов Трудового Красного Знамени, Красной Звезды, Отечественной войны | За значительный личный вклад в развитие ветеранского движения в городе Херсоне, многолетний плодотворный труд в должности председателя городского совета ветеранов, активную общественно-политическую деятельность.                                                                                         | 7 сентября 2004  |
| 23 | Гармаш, Сергей Леонидович          | Народный артист России, ведущий актёр театра «Современник», актёр кино, обладатель премии "Золотой орёл "(2004), кинопремии «Белый Слон» (2006). | За существенный вклад в культурное развитие г. Херсона, прославление города своими творческими достижениями и в честь 230-летия Херсона | 5 сентября 2008  |
| 24 | Бабенко, Николай Иванович          | Кандидат технических наук, директор физико-математического лицея при Херсонском государственном техническом университете, Заслуженный учитель Украины, Отличник образования Украины, дипломант конкурса «100 лучших школ Украины», всеукраинских знаков отличия «Золотая фортуна» и «Флагман образования Украины».                                                                                 | За весомый и результативный вклад в обучение и воспитание учащейся молодёжи, которая достойно представляет город Херсон, и в честь 231-й годовщины основания города | 28 августа 2009  |
| 25 | Мишуков, Олег Васильевич           | Доктор филологических наук, первый проректор Херсонского государственного университета, профессор кафедры мировой литературы и культуры, член Национального союза журналистов Украины, Международного союза писателей, академик Академии педагогических и социальных наук РФ, Заслуженный работник культуры Украины, Заслуженный деятель искусств Украины                                          | За весомый и результативный вклад в обучение и воспитание учащейся молодёжи, которая достойно представляет Херсон, культурно-просветительскую работу среди общины города и в честь 231-й годовщины основания города                                                                                         | 28 августа 2009  |
| 26 | Андриец, Александр Фёдорович       | Участник Великой Отечественной войны, освободитель Херсона. | | 27 августа 2010  |
| 27 | Васильев Василий Васильевич        | Участник Великой Отечественной войны. | | 27 августа 2010  |
| 28 | Курган, Владимир Петрович          | Участник Великой Отечественной войны. | | 27 августа 2010  |
| 29 | Перетяпко, Дмитрий Кириллович      | Участник Великой Отечественной войны, освободитель Херсона. | | 27 августа 2010  |
| 30 | Рябко, Виталий Афанасьевич         | Участник Великой Отечественной войны. | | 27 августа 2010  |
| 31 | Уманец, Сергей Яковлевич           | Участник Великой Отечественной войны. | | 27 августа 2010  |
| 32 | Чабанов, Сергей Иванович           | Участник Великой Отечественной войны. | | 27 августа 2010  |
| 33 | Яковлев, Александр Ильич           | Участник Великой Отечественной войны, освободитель Херсона. | | 27 августа 2010  |
| 34 | Ярковый, Пётр Иванович             | Участник Великой Отечественной войны, освободитель Херсона. | | 27 августа 2010  |
| 35 | Альперт, Алеан Александрович       | Фотохудожник. Заслуженный работник культуры Украины. | За многолетнюю плодотворную творческую деятельность, прославляющую Херсон, воспроизводит его историю, настоящее, мастерство и неповторимость в создании образов земляков. | 26 августа 2011  |
| 36 | Корнилова, Светлана Ивановна       | Депутат Херсонского городского совета | За весомый вклад в развитие экономики города, активную депутатскую деятельность, участие в жизни территориального общества. | 26 августа 2011  |
| 37 | Рывкин, Семён Израйлевич           | Музыкант, заслуженный работник культуры Украины. Преподаватель Херсонского музыкального училища. | За весомый вклад в развитие культуры в городе, педагогическое мастерство, благодаря которому учащаяся молодёжь достойно представляет Херсон за его пределами. | 26 августа 2011  |
| 38 | Барбин, Леонид Николаевич          | Руководитель Высшего училища физической культуры Херсонского областного совета. | | 9 августа 2012   |
| 39 | Громихин, Вячеслав Михайлович      | Архитектор. | За добросовестное служение общине Херсона, личный вклад в застройку города, заслуги в развитии архитектуры и градостроительства, высокий профессионализм. | 9 августа 2012   |
| 40 | Калиничев, Николай Александрович   | Председатель Херсонский городской совет в 1983—1990 годах. | | 9 августа 2012   |
| 41 | Назаренко, Владимир Павлович       | Депутат Херсонского городского совета (6 созывов), областного совета (4 созыва). Лауреат Государственной премии УССР. | За личный вклад в развитие электронной индустрии Украины. | 9 августа 2012   |
| 42 | Слипич, Анатолий Леонидович        | Заслуженный деятель искусств Украины. Член Национального союза художников Украины. Член Союза дизайнеров Украины. | | 9 августа 2012   |
| 43 | Емельянов, Михаил Андреевич        | Книголюб, коллекционер и меценат, ветеран Великой Отечественной войны. | За личный вклад в культурное развитие города. | 30 августа 2013  |
| 44 | Ходаковский, Владимир Фёдорович    | Государственный и образовательный деятель. | За особые заслуги перед городом весомый личный вклад в развитие Херсона и развитие местного самоуправления. | 30 августа 2013  |
| 45 | Казначеев, Владимир Петрович       | несовершеннолетний партизан Великой Отечественной войны. | За мужество и героизм, проявленные в годы Великой Отечественной войны, многолетний самоотверженный труд и активную общественную деятельность, укрепление международного авторитета Украины, личный вклад в социально-экономическое развитие страны и города Херсона.                                        | 30 августа 2013  |
| 46 | Кичинский, Анатолий Иванович       | поэт, член Национального союза писателей Украины. | За прославление города Херсона творческими достижениями. | 30 августа 2013  |
| 47 | Смоленцев Владимир Дмитриевич      | Помощник начальника Херсонский морской торговый порт. | За личный вклад в работу производства и хозяйственной деятельности Херсонского торгового порта. | 30 августа 2013  |
| 48 | Ушкаренко, Виктор Александрович    | Доктор сельскохозяйственных наук, профессор, академик Национальной академии аграрных наук Украины. | За значительный вклад в социальное, экономическое и культурное развитие города, значительные достижения в области науки и образования, укрепление международного авторитета Херсона, обогащение национального духовного наследия, благотворительную гуманистическую и общественную деятельность.            | 30 августа 2013  |
| 49 | Загороднюк, Фёдор Иванович         | Художник, заслуженный художник Украины. | За активную жизненную позицию, безупречные моральные и деловые качества, высокие творческие достижения, которыми он прославляет Херсон и вносит весомый вклад в обретение им привлекательных и благоприятных условий для проживания его жителей, высокие патриотические чувства к родному городу и Украине. | 12 сентября 2014 |
| 50 | Ломако Людмила Васильевна          | Главный врач Херсонской городской клинической больницы имени А. С. Лучанского, заслуженный врач Украины. | За весомый вклад в формирование нового позитивного имиджа города Херсона в Украине, стремление к усовершенствованию и воплощению нового. | 12 сентября 2014 |
| 51 | Бардачёв, Юрий Иванович            | Ректор Херсонского национального технического университета. | За особые заслуги перед городом, весомый личный вклад в социальное и культурное развитие Херсона, за значительные достижения в области науки, образования, культуры, здравоохранения перед Херсоном. | 12 сентября 2014 |
| 52 | Суворов, Павел Яковлевич           | Бывший директор по реализации и маркетингу ОАО «Херсонский судостроительный завод». | За активную жизненную позицию, многолетний трудовой труд, передачу бесценного многолетнего опыта и умение молодому поколению. | 12 сентября 2014 |
| 53 | Янченко, Григорий Николаевич       | Украинский военный волонтёр, победитель конкурса «Благотворительная херсонщина»-2014 и Национального конкурса «Благотворительная Украина»-2014 (номинация: «Благотворитель — физическое лицо»). Рыцарь «ордена Народный Герой Украины». | За особые заслуги перед Херсоном активную общественную деятельность в помощи Украинской армии весомый личный вклад в патриотическое воспитание молодёжи. | 28 августа 2015  |
| 54 | Боня, Николай Михайлович           | Мелиоратор, начальник управления строительства «Укрводстроя». Герой Социалистического Труда (1980). Заслуженный мелиоратор РСФСР. | За весомый личный вклад в развитие хозяйственной и социальной инфраструктуры Херсона, упорный труд, прославление города достижениями и активную общественную деятельность. | 28 августа 2015  |
| 55 | Бронштейн, Виталий Авраамович      | Заслуженный работник и отличник образования Украины, публицист, член Совета Регаонов Еврейской конфедерации Украины, Президиума Еврейского совета Украины и его представитель по Херсонской области, почётный деятель Еврейского совета Украины. | За особые заслуги перед Херсоном, весомый личный вклад в развитие образования города, активную общественную деятельность, упорный труд, прославление Херсона творческими достижениями. | 28 августа 2015  |
| 56 | Чуприна, Владимир Григорьевич      | Украинский искусствовед, живописец. | За особые заслуги перед городом, весомый личный вклад в развитие изобразительного искусства, активную общественную деятельность, упорный труд, прославление Херсона творческими достижениями. | 28 августа 2015  |
| 57 | Книга, Александр Андреевич         | Руководитель Херсонского областного академического музыкально-драматичного театра имени М. Кулиша. | За значительный вклад в развитие театрального искусства в Херсоне, положительное влияние на формирование эстетических вкусов театрального зрителя. | 28 августа 2015  |
| 58 | Нестеров, Борис Александрович      | Руководитель общественной организации «Небо Таврии», член Херсонской городской общественной организации «Союз Чернобыль Украины», атаман Казацкой воздушной дивизии Международного Союза Казачества в звании генерал-лейтенанта МСК. | За весомые награды перед Херсоном, активное роль в публичной жизни и в патриотическом воспитании молодёжи. | 28 августа 2015  |
| 59 | Степанян, Юрик Грантикович         | Скульптор. Заслуженный деятель искусств Украины. | За значимый вклад в развитие монументального скульптурного искусства в городе, формирование эстетических вкусов херсонцев. | 28 августа 2015  |
| 60 | Всеволодов, Сергей Сергеевич       | Тренер по рукопашному бою и прикладному карате. Заслуженный работник физической культуры и спорта Украины. | За значительный вклад в развитие и пропаганду спорта и здорового образа жизни в Херсоне. | 28 августа 2015  |
| 61 | Гаргола, Николай Иванович          | Генерал-майор в отставке, общественный деятель. | За весомый вклад в вопросах развития Вооружённых сил и укрепления обороноспособности страны, военно-патриотическое воспитание молодёжи, личный вклад в развитие Херсона и области. | 31 августа 2016  |
| 62 | Вирлич, Август Эрнестович          | Краевед, писатель. | За весомый вклад в культурное развитие Херсона, культурно-просветительскую деятельность в области краеведения, истории украинского казачества и освещение реалий Второй мировой войны. | 31 августа 2016  |
| 63 | Расторгуева, Екатерина Пантелиевна | Диктор, телеведущая, заслуженный журналист Украины. | За многолетний творческий труд в телепространстве области. | 31 августа 2016  |
| 64 | Корчагина, Екатерина Борисовна     | Педагог, отличник образования Украины. | За умелую компанию детского коллектива, высокие моральные и гражданские позиции, привлечение детей с ограниченными возможностями к общественно полезной деятельности и их адаптацию в социуме. | 31 августа 2016  |
| 65 | Василенко, Николай Александрович   | Писатель, поэт, переводчик, член Национального союза писателей Украины. Лауреат Всеукраинских литературных премий имени Василия Мисика и имени Яра Славутича, государственной именной стипендии, государственной именной стипендии гражданам Украины, подвергшимся преследованиям за правозащитную деятельность.                                                                                   | За активную гражданскую позицию, благотворительную и культурно-просветительскую деятельность. | 31 августа 2016  |
| 66 | Гоноболин, Александр Чарльзович    | Композитор, заслуженный артист УССР, член Национального союза композиторов Украины. | За значительный вклад в музыкальную и культурную жизнь Херсона, сохранение, развитие и пропаганда украинской национальной музыкальной культуры. | 31 августа 2016  |
| 67 | Параскевич, Павел Кондратьевич     | Исследователь творчества Олеся Гончара, Михаила Коцюбинского, Андрея Малышко и многих других украинских писателей. Кандидат филологических наук, член правления Таврического фонда. | За мужество, проявленное во время Второй мировой войны, и многолетний плодотворный труд в области исследований по литературе и краеведению Херсона во благо Херсонской городской территориальной общины. | 30 августа 2017  |
| 68 | Пентилюк, Мария Ивановна           | Профессор кафедры языкознания факультета филологии и журналистики Херсонского государственного университета. | За многолетнюю общественную деятельность в городе Херсоне и области, пропаганду идеи возрождения украинского языка и украинской государственности, воспитание молодых людей настоящими патриотами Украины.                                                                                                  | 30 августа 2017  |
| 69 | Ромаскевич, Юрий Алексеевич        | Доктор медицинских наук, заслуженный врач Украины. | За значительный вклад в развитие физической культуры и спорта, значительные достижения в области здравоохранения во благо Херсонской городской территориальной общины. | 30 августа 2017  |
| 70 | Тихонов, Игорь Алексеевич          | Общественный деятель. | За мужество, проявленное во время освобождения Херсона и Крыма во время Второй мировой войны, плодотворную образовательную и просветительскую деятельность, литературное творчество, освещающее события Второй мировой войны в Херсоне и Крыму.                                                             | 30 августа 2017  |
| 71 | Гайдамака, Василий Васильевич      | Общественный деятель, автор песен. | За многолетнюю общественную деятельность, успехи в патриотическом воспитании молодёжи и общественной деятельности во благо Херсонской городской территориальной общины. | 5 сентября 2017  |
| 72 | Беляев Юрий Иванович               | Отличник образования Украины, заслуженный работник народного образования Украины. Советник ректора Херсонского государственного университета, профессор кафедры русского языка и общего языкознания. | За весомый вклад в социальное развитие Херсона, обеспечение устойчивого и последовательного повышения уровня Херсонского государственного университета, успехи в профессиональной образовательной деятельности во благо Херсонской городской территориальной общины.                                        | 5 сентября 2017  |
| 73 | Марущак, Анатолий Петрович         | Журналист, заслуженный журналист Украины. | За весомый вклад в журналистику, заслуги перед обществом города в создании документальной летописи Херсона второй половины XX века, значительный вклад в литературную казну и в честь 240-й годовщины города Херсона.                                                                                       | 28 августа 2018  |
| 74 | Милославский, Михаил Борисович     | Главный тренер женской гандбольной команды суперлиги «Днепрянка» | За особые заслуги и весомый вклад в развитие гандбола в Херсоне, заслуги перед территориальной общиной Херсона и в честь 240-летия Херсона. | 28 августа 2018  |
| 75 | Ремига, Леонид Тимофеевич          | Главный врач КЗ «Херсонская городская клиническая больница им. А. и О. Тропиных». «Заслуженный врач Украины». | За значительный вклад в развитие здравоохранения города и в честь 240-й годовщины города Херсона. | 28 августа 2018  |
| 76 | Уманец, Галина Ивановна            | Координатор Херсонского Центра помощи ВСУ. | За активную общественную деятельность, вклад в сохранение мира на территории Херсона, многолетнюю преданную волонтёрскую работу и укрепление патриотического духа в городе и в честь 240-летия Херсона | 28 августа 2018  |
| 77 | Мазуряк, Олег Петрович             | Главный врач Херсонского областного кардиологического диспансера. Заслуженный врач Украины. | За многолетний добросовестный труд, высокий профессионализм, преданность делу, общественную позицию, значительный личный вклад в укрепление здоровья населения города, а также в развитие — развитие амбулаторно-поликлинической и кардиологической служб Херсона.                                          | 22 августа 2019  |
| 78 | Лопушинский, Иван Петрович         | Заведующий кафедрой государственного управления и местного самоуправления ХНТУ. Заслуженный работник образования Украины. | За значительный личный вклад в социальное, экономическое и культурное развитие Херсона, значительные достижения в области науки и образования, активную общественную и благотворительную деятельность. | 22 августа 2019  |
| 79 | Гладштейн, Лев Ильич               | Почётный работник сферы ЖКХ Украины ІІ степени. | За многолетний профессиональный труд в области жилищно-коммунального хозяйства города Херсона. | 22 августа 2019  |
| 80 | Коваленко, Владимир Ильич          | Директор детской музыкальной школы № 1 города Херсона. | За весомый личный вклад в культурно-художественное наследие города Херсона, выдающиеся достижения в профессиональной деятельности во благо родного края и активную общественную деятельность, усовершенствование системы детского эстетического воспитания и музыкального образования в городе Херсоне.     | 28 августа 2020  |
| 81 | Лушников, Виктор Фёдорович         | Тренер по борьбе. Заслуженный тренер Украины. Заслуженный работник физической культуры и спорта Украины. | За весомый личный вклад в популяризацию физической культуры и спорта, активную работу по воспитанию молодёжи на основе здорового образа жизни. | 28 августа 2020  |
| 82 | Пентилюк, Иван Илларионович        | Главный врач Херсонской городской клинической больницы им. А. и О. Тропиных | За значимый вклад в развитие отрасли здравоохранения города. | 28 августа 2020  |
| 83 | Рыбальченко, Елена Павловна        | Художница | За свой вклад в развитие украинской культуры и Херсона как художественного края. | 28 августа 2020  |
| 84 | Шарковский, Владимир Леонидович    | Главный врач Херсонской городской клинической больницы имени А. С. Лучанского | За значительный личный вклад в развитие хирургической помощи населению города и области. | 28 августа 2020  |
| 85 | Вечерок, Евгений Матвеевич         | Тренер-преподаватель по настольного тенниса в Херсонской городской детско-юношеской спортивной школе № 3 Херсонского городского совета и учитель физической культуры в Херсонскому профессиональному спортивному колледжу Херсонского областного совета, мастер спорта СССР, судья международной категории, заслуженный тренер Украины, заслуженный работник физической культуры и спорта Украины. | За весомый личный вклад в развитие и популяризацию физической культуры и спорта, активную работу по воспитанию молодёжи на основе здорового образа жизни. | 28 августа 2020  |
| 86 | Жирнова, Тамара Георгиевна         | Член президиума областного комитета профсоюзов работников культуры, член городского и областного совета ветеранов. | За многолетнюю общественную и трудовую деятельность, активное участие в развитии Херсона | 28 августа 2020  |